# ماركوس هوستون
ماركوس هوستون (بالإنجليزية: Marcus Houston)‏ هو لاعب كرة قدم أمريكية أمريكي، ولد في 27 مايو 1981 في دنفر في الولايات المتحدة.